# Nathon Allen
Nathon Allen (28 novembre 1995) è un velocista giamaicano.

## Palmarès
| Anno | Manifestazione          | Sede           | Evento        | Risultato  | Prestazione | Note                                     |
| ---- | ----------------------- | -------------- | ------------- | ---------- | ----------- | ---------------------------------------- |
| 2014 | Mondiali U20            | Eugene         | 400 m piani   | Semifinale | 47"56       |                                          |
| 2014 | Mondiali U20            | Eugene         | 4×400 m       | Bronzo     | 3'04"47     |                                          |
| 2015 | World Relays            | Nassau         | 4×400 m       | 4º         | 3'00"23     |                                          |
| 2016 | Mondiali indoor         | Portland       | 4×400 m       | 4º         | 3'06"02     |                                          |
| 2016 | Giochi olimpici         | Rio de Janeiro | 4×400 m       | Argento    | 2'58"16     |                                          |
| 2017 | Mondiali                | Londra         | 400 m piani   | 5º         | 44"88       |                                          |
| 2019 | World Relays            | Yokohama       | 4×400 m       | Argento    | 3'01"57     |                                          |
| 2019 | Mondiali                | Doha           | 4×400 m       | Argento    | 2'57"90     | Miglior prestazione personale stagionale |
| 2019 | Mondiali                | Doha           | 4×400 m mista | Argento    | 3'11"78     | Record nazionale                         |
| 2021 | Giochi olimpici         | Tokyo          | 400 m piani   | Batteria   | 46"12       |                                          |
| 2021 | Giochi olimpici         | Tokyo          | 4×400 m       | 6º         | 2'58"76     |                                          |
| 2022 | Mondiali                | Eugene         | 400 m piani   | Semifinale | dnf         |                                          |
| 2022 | Mondiali                | Eugene         | 4×400 m       | Argento    | 2'58"58     | Miglior prestazione personale stagionale |
| 2022 | Giochi del Commonwealth | Birmingham     | 400 m piani   | 8º         | 48"00       |                                          |
| 2022 | Giochi del Commonwealth | Birmingham     | 4×400 m       | Finale     | dq          |                                          |
| 2022 | Campionati NACAC        | Freeport       | 400 m piani   | Argento    | 45"04       |                                          |